# Charles Wilson (1er baron Nunburnholme)
Pour les articles homonymes, voir Charles Wilson et Wilson.
Charles Henry Wilson, 1er baron Nunburnholme (22 avril 1833 - 21 octobre 1907), est un armateur anglais, chef de l'entreprise de transport maritime Thomas Wilson Sons & Co.
Avec son frère, il développe les activités de l'entreprise, en fait l'une des plus importantes de Grande-Bretagne. Il est également député libéral de Hull pendant trente ans et, en 1906, reçoit le titre de baron Nunburnholme.

## Biographie
Charles est le fils aîné de Thomas Wilson, le chef de Thomas Wilson Sons & Co., une compagnie maritime de Hull travaillant dans le commerce du minerai suédois. Il fait ses études au Kingston College de Hull, avec son frère Arthur, avant de finalement rejoindre l'entreprise familiale, où ils sont tous deux co-gérants en 1867.
Sous la direction de son frère, la compagnie maritime se développe rapidement en ajoutant des services adriatiques, siciliens, américains et indiens au commerce norvégien et baltique préexistant. En 1891, la société devient une société à responsabilité limitée, avec un capital de 2,5 millions de livres sterling, et s'agrandit avec l'acquisition de Bailey et Leetham (Hull) en 1903 ; et les intérêts maritimes du chemin de fer du Nord-Est en 1908. Wilson est également président d'Earle's Shipbuilding, de la United Shipping Company et de la Hull Steam Fish and Ice Company.
Wilson est Haut-shérif de Hull et, de 1874 à 1905, il est député libéral de la circonscription de Hull, et à partir de 1885, représentant Hull-Ouest. Bien qu'opposé à la guerre des Boers, il met à la disposition du gouvernement le plus beau navire de la compagnie, l'Ariosto.
Il reçoit la liberté de la ville de Hull en 1899, et en 1906, il est élevé à la pairie en tant que baron Nunburnholme, de la ville de Kingston upon Hull .
Lord Nunburnholme est décédé à sa résidence, Warter Priory, Warter, à Pocklington, le 21 octobre 1907 et est inhumé le 31 octobre. Son fils aîné Charles, qui lui succède comme député de Hull West, hérite de la baronnie.

## Famille
Wilson épouse Florence Jane Helen Wellesley (1853-1932), une fille du colonel William Henry Charles Wellesley, neveu d'Arthur Wellesley, 1er duc de Wellington. Ils ont sept enfants.
- Millicent Florence Eleanor Wilson (1872–1952), mariée à Charles Cradock-Hartopp, 5e baronnet, fils de John Cradock-Hartopp, 4e baronnet, et de Charlotte Howard ; pas de descendance. Ils divorcent en 1905. Remariée, en secondes noces, à Henry Wellesley (3e comte Cowley), fils de William Wellesley, 2e comte Cowley, et Emily Williams. Ils divorcent en 1913. Remariée, en troisièmes noces, au major Gray Duberly, fils de William Duberly et de Rosa Sandys; pas de descendance. Le major Duberly est tué au combat pendant la Première Guerre mondiale en 1915.
- Charles Wilson (2e baron Nunburnholme) (en) (1875-1924). Marié à Marjorie Wynn-Carington, fille de Charles Wynn-Carington, 1er comte Carrington, et Cecilia Harbord
- Guy Greville Wilson (1877-1943). Marié à Isabel Innes-Ker, fille de James Innes-Ker (7e duc de Roxburghe), et de Anne Spencer-Churchill. Lady Isabel meurt en couches en 1905, l'année suivant leur mariage. Remarié à Avery Buxton, fille du lieutenant-colonel Geoffrey Buxton et Mary Harbord
- Enid Edith Wilson (1878-1957). Mariée à Edwyn Scudamore-Stanhope (10e comte de Chesterfield), fils de Henry Scudamore-Stanhope (9e comte de Chesterfield), et Dorothea Hay
- Joan Evelyn Jane Wilson (1880-1960). Mariée à Guy Fairfax, fils du lieutenant-colonel Thomas Fairfax et Evelyn Milner
- Gwladys Alice Gertrude Wilson (1881-1971). Mariée à Hon. Eric Chaplin, fils de Henry Chaplin (1er vicomte Chaplin), et de Florence Sutherland-Leveson-Gower, et plus tard 2e vicomte Chaplin
- Gerald Valériane Wilson (1885-1908)